# Вікторіапітек
Вікторіапітек (Victoriapithecus) — рід викопних міоценових мавп Старого Світу з родини мавп. Описано єдиний вид Victoriapithecus macinnesi.
Був описаний Густавом фон Кенігсвальдом за єдиним викопним зразком, виявленим поруч з озером Вікторія у Кенії. Єдиний повний череп вікторіапітека був знайдений в 1997 році на острові Мабоко. Датується середнім міоценом. Вікторіапітек був тісно пов'язаний з двома або трьома вимерлими видами роду Prohylobates.
У вікторіапітеків 20 млн років тому існував двосхилий (білофодонтний) тип молярів, що був адаптацією до живлення насінням. Зубна формула 2: 1: 2: 3 на верхній і нижній щелепах. Victoriapithecus macinnesi мав розмір 50—80 см і середню масу тіла близько 5—7 кг. Об'єм мозку, за даними біологів з університету Дюка (США), становив 36 см³, що вдвічі менше, ніж у схожих за розміром сучасних мавп.